# حواری سیزدهم
حواری سیزدهم (ایتالیایی: Il tredicesimo apostolo) یک مجموعهٔ تلویزیونی ترسناک فراطبیعی ایتالیایی است که در سال ۲۰۱۲ منتشر شد.

## گزیدهٔ بازیگران
- کلاودیو جوئه
- کلاودیا پاندولفی
- لوئیجی دیبرتی
- استفانو پشه
- یورگو ویادزیس
- باربارا بوشه
- پائولا پرگو